# Altetopfstraße 18 (Quedlinburg)

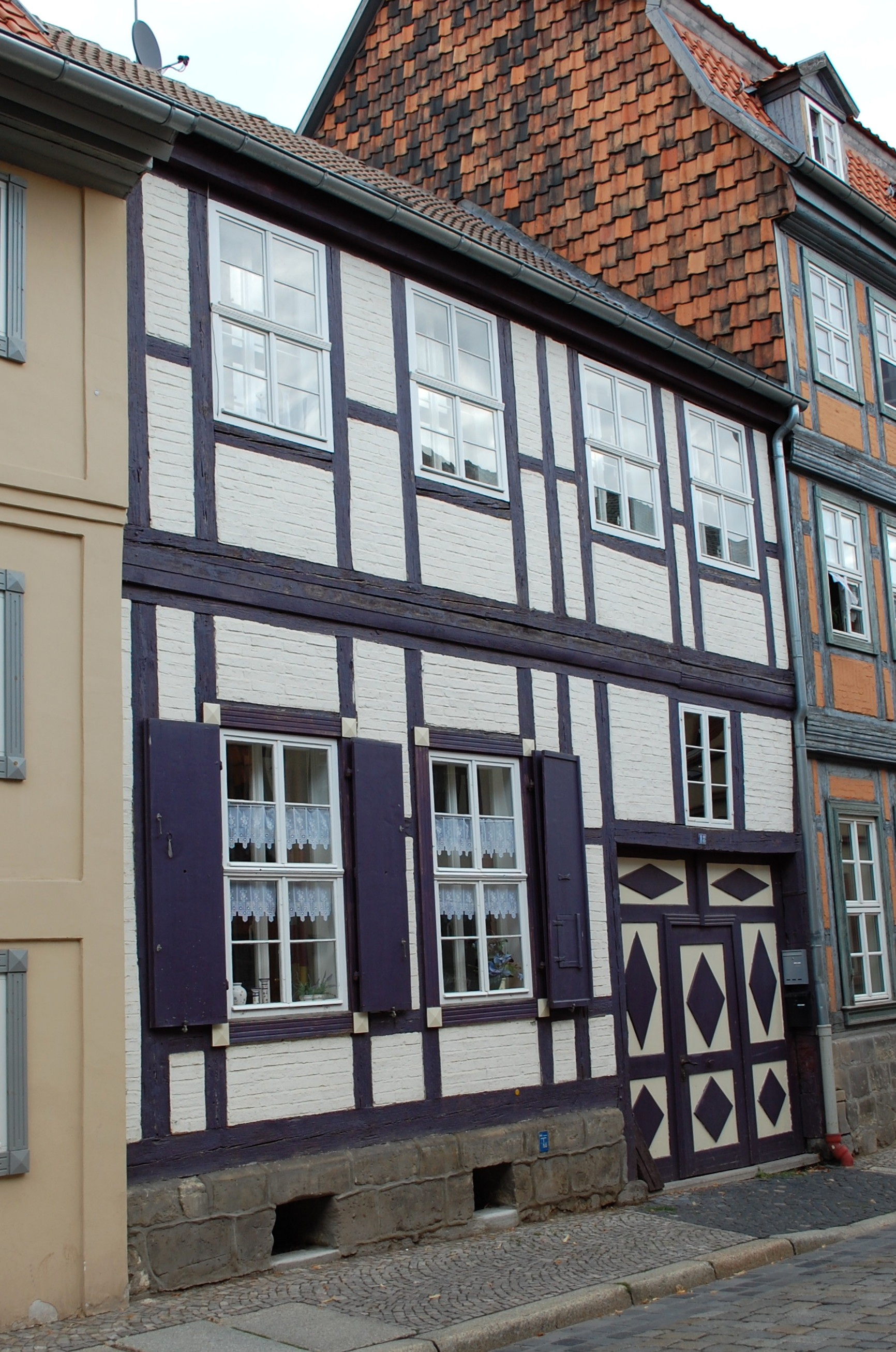
Haus Altetopfstraße 18

Das Haus Altetopfstraße 18 ist ein denkmalgeschütztes Gebäude in der Stadt Quedlinburg in Sachsen-Anhalt.

## Lage
Das Gebäude befindet sich südlich der historischen Quedlinburger Altstadt. Westlich grenzt das gleichfalls denkmalgeschützte Haus Altetopfstraße 17, östlich das Haus Altetopfstraße 19 an. Es ist im Quedlinburger Denkmalverzeichnis als Ackerbürgerhof eingetragen und gehört zum UNESCO-Weltkulturerbe.

## Architektur und Geschichte
Das zweigeschossige Fachwerkhaus entstand Anfang des 19. Jahrhunderts. Das Erscheinungsbild der schlichten Fachwerkfassade ist ungestört. Bemerkenswert ist die Toranlage mit eingearbeiteter Haustür.
Auf der Nordseite des Hofs befindet sich zur Wallstraße hin ein aus Bruchsteinen errichtetes Torgebäude.